# أوليغ سميرنوف
أوليغ سميرنوف (بالروسية: Олег Смирнов)‏ هو لاعب هوكي الجليد روسي، ولد في 8 أبريل 1980 في بافلوفسك بوساد في روسيا.

## وصلات خارجية
- أوليغ سميرنوف على موقع دوري الهوكي الوطني (الإنجليزية)
- أوليغ سميرنوف على موقع EliteProspects.com (الإنجليزية)
- أوليغ سميرنوف على موقع HockeyDB.com (الإنجليزية)